# Igreja de São Miguel (Frechas)
A Igreja de São Miguel Arcanjo, ou Igreja Paroquial de Frechas, é uma pequena igreja situada na aldeia de Frechas, no Município de Mirandela, em Portugal.